# Championnat d'Afrique féminin de volley-ball 1989
Navigation
Édition précédente Édition suivante
Le 4e championnat d'Afrique féminin de volley-ball s'est déroulé en 1989 à Port-Louis, Maurice. Il a mis aux prises les trois meilleures équipes continentales.

## Classement final
| Place              | Équipe     |
| ------------------ | ---------- |
| Médaille d'or      | Égypte     |
| Médaille d'argent  | Maurice    |
| Médaille de bronze | Madagascar |
| 4                  | Kenya      |